# Evangelische Kirche Hüttwilen

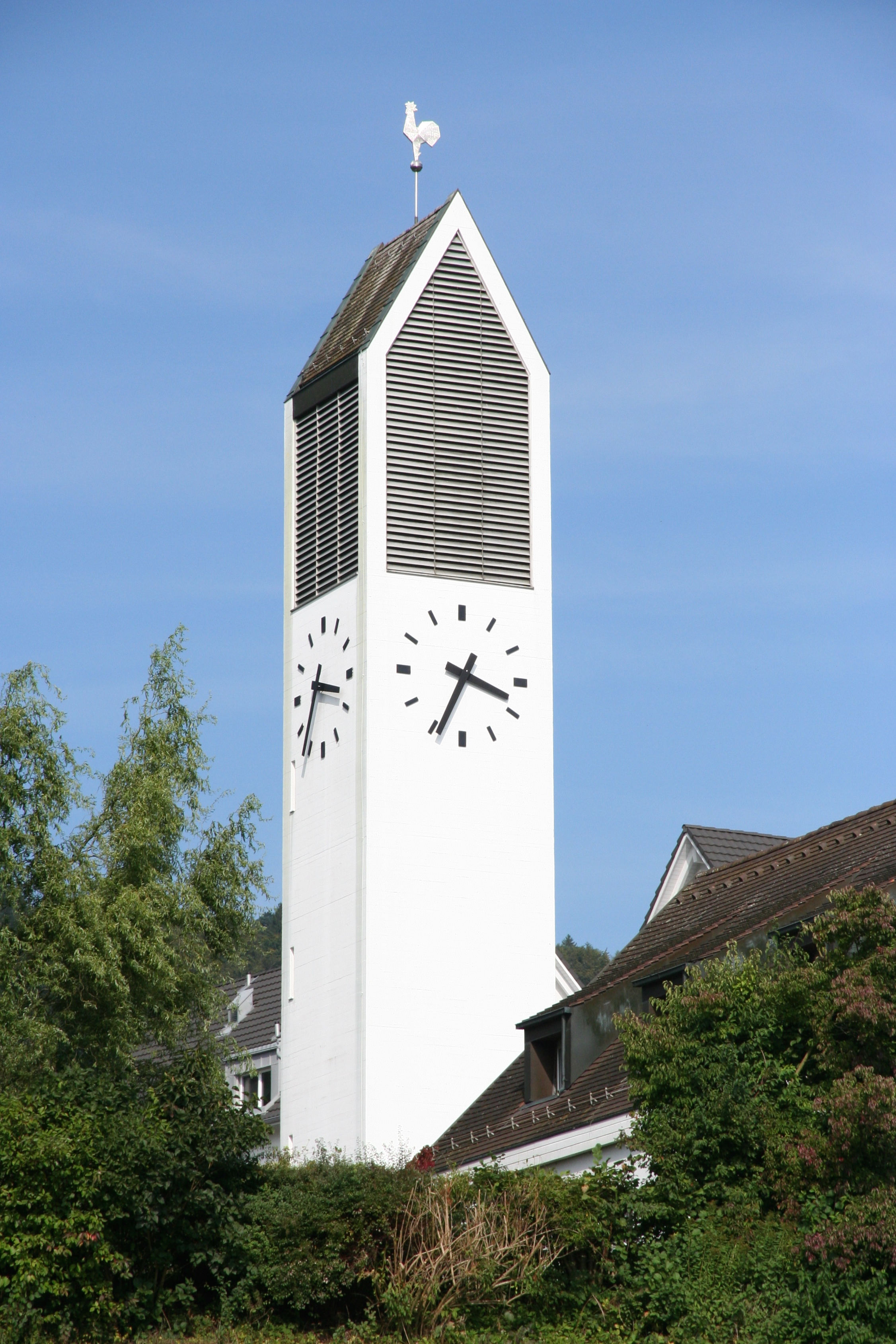
Evangelische Kirche Hüttwilen, Turm

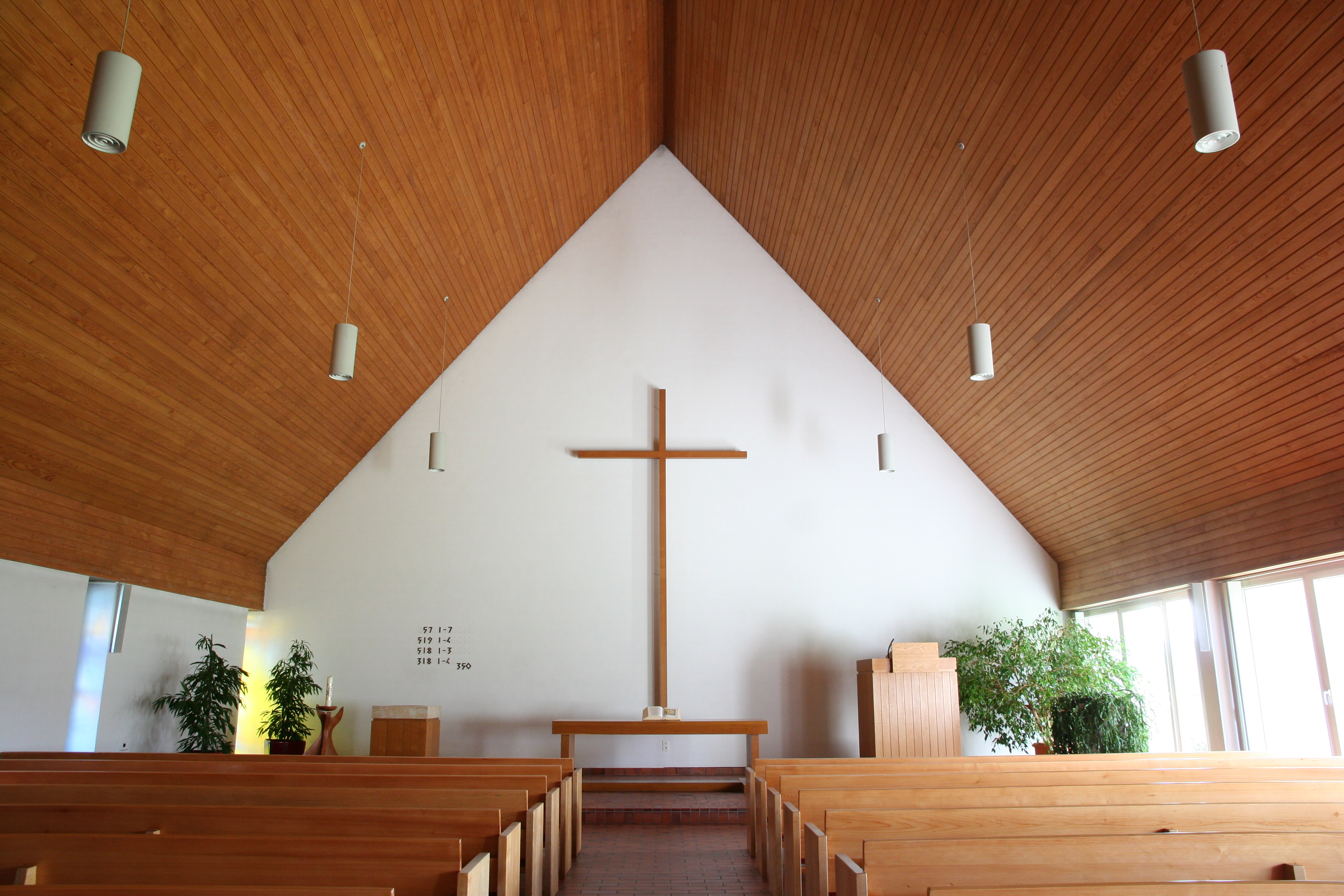
Innenansicht

Die Evangelische Kirche Hüttwilen ist die evangelisch-reformierte Kirche im gleichnamigen Dorf im Kanton Thurgau. Sie befindet sich an der Dorfstrasse in der Nähe der katholischen Kirche St. Franziskus.

## Vorgeschichte
Ruinen aus der Römerzeit belegen, dass Hüttwilen eine der ältesten Siedlungen im Thurgau ist. Im Jahr 817 wird Huttinvillare erstmals urkundlich erwähnt, 1256 wird ein eigener Priester von Hüttwilen in einem Dokument des Klosters Feldbach genannt. Archäologische Funde weisen eine erste Kapelle aus dem 13. Jahrhundert nach, die dem Hl. Michael, dem Hl. Pankraz und der Hl. Margareta geweiht gewesen sein soll. Um 1450 wurde diese Kapelle erweitert. Überreste von Fresken haben sich aus vorreformatorischer Zeit erhalten, welche in den Neubau der katholischen Kirche 1965 übertragen wurden. Im Mittelalter wurde der Kirchensatz von Hüttwilen vom Bischof von Augsburg verliehen, ging aber 1466 erstmals und ab 1622 definitiv an das Kloster Ittingen über.
1524 wurde beim «Ittinger Sturm» das Pfarrhaus geplündert, in dem ein Mönch aus dem Kloster Ittingen lebte. Kurz danach zog ein evangelischer Geistlicher ins mehrheitlich evangelisch gewordene Dorf. Dieser war ab 1551 auch für Uesslingen zuständig. Ab 1551 wurde die Kirche von Hüttwilen paritätisch gebraucht. 1654 vergrösserten die Hüttwiler ihre Kirche. Bis 1843 war das Kloster Ittingen für einen Geistlichen in Hüttwilen besorgt, ab da wählte die Kirchgemeinde ihren Geistlichen selber. 1856–1859 gestaltete der Frauenfelder Architekt Johann Joachim Brenner die Kirche ein letztes Mal um. 
Mit dem Neubau der evangelischen Kirche 1963 und der katholischen Kirche 1966 wurde das paritätische Verhältnis aufgelöst. Die alte Dorfkirche wurde wegen des Neubaus der katholischen Kirche 1964 abgebrochen.

## Baubeschreibung
Architekt Adolf Kellermüller aus Winterthur errichtete die evangelische Kirche als schlichte, lichte Zeltkirche mit freistehendem Campanile. Der Turm birgt ein vierstimmiges Geläut in der Tonfolge e' – gis' – h' – cis'. Es ist auf die Glocken der katholischen Kirche von Hüttwilen abgestimmt. Aus der paritätischen Kirche stammt der Taufstein aus dem Jahr 1661, der beim Kircheneingang aufgestellt ist. Die Glasfenster schuf Jacques Schedler (1927–1989), der im benachbarten Warth lebte. Ein schlichtes Kreuz an der Südwand der Kirche, eine Kanzel und ein Abendmahlstisch, alle aus hellem Holz geschaffen, runden die Ausstattung der Kirche ab.

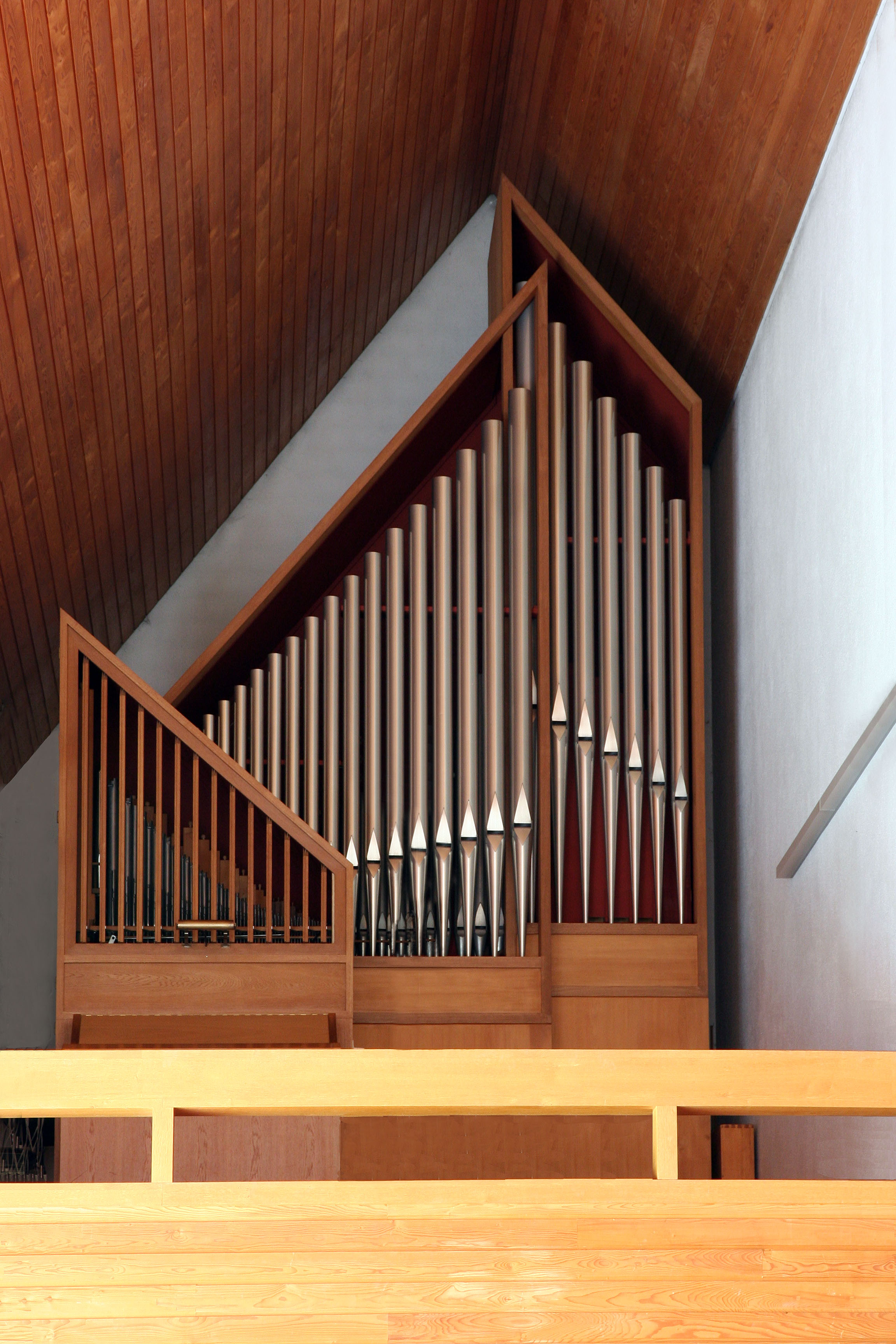
Kuhn-Orgel von 1963

| Nummer | Ton | Inschrift |
| ------ | --- | --- |
| 1      | e   | Ich bin das Licht der Welt (Joh. 8.12), wer mir nachfolgt wird nicht in der Finsternis wandeln, sondern das Licht des Lebens haben. |
| 2      | gis | Ich bin der Weinstock (Joh. 15.5), ihr seid die Reben. Wer in mir bleibt und in wem ich bleibe, der bringt reiche Frucht.           |
| 3      | h   | Ich bin das Brot des Lebens (Joh. 6.35), wer zu mir kommt wird nie mehr hungern, wer an mich glaubt, wird nie mehr Durst haben.     |
| 4      | cis | Ich bin der gute Hirte (Joh. 10.11), der sein Leben gibt für die Schafe.                                                            |

### Orgel
Weil sich die evangelische Gemeinde erst ab 1913 an den Kosten der Orgel in der paritätischen Vorgängerkirche beteiligen konnte, entstand aus Registern der katholischen Vorgängerorgel ein Instrument, das die Firma Orgelbau Kuhn, Männedorf als Opus 419 führt und das auf der Empore der paritätischen Kirche aufgestellt war. Für den Neubau der evangelischen Kirche wurde wiederum die Firma Kuhn beauftragt, die ein modern anmutendes Orgelgehäuse schuf, welches die Zeltkonstruktion des Kirchendachs aufnimmt.
Disposition der Orgel:
| I Hauptwerk C–g3 |                |
| Prinzipal        | 8′             |
| Spillflöte       | 8′             |
| Oktave           | 4′             |
| Sesquialter      | 2 ⁄3′ + 1 3⁄5′ |
| Mixtur IV–V      | 1 ⁄3′          |

| II Brustwerk C–g3 |        |
| Stillgedackt      | 8′     |
| Rohrflöte         | 4′     |
| Harfenprinzipal   | 2′     |
| Oberton IV        | 1 3⁄5′ |
| Quinte            | 1 ⁄3′  |
| Cymbel III        | 1′     |
| Tremulant         |        |

| Pedal C–f1  |         |
| Untersatz   | 16′     |
| Oktavbass   | 8′      |
| Zinke III   | 5 1⁄3′  |
| Doppelflöte | 4′ + 2′ |

- Normalkoppeln: II/I, I/P, II/P
- Spielhilfen: Choralforte, Tutti, Absteller

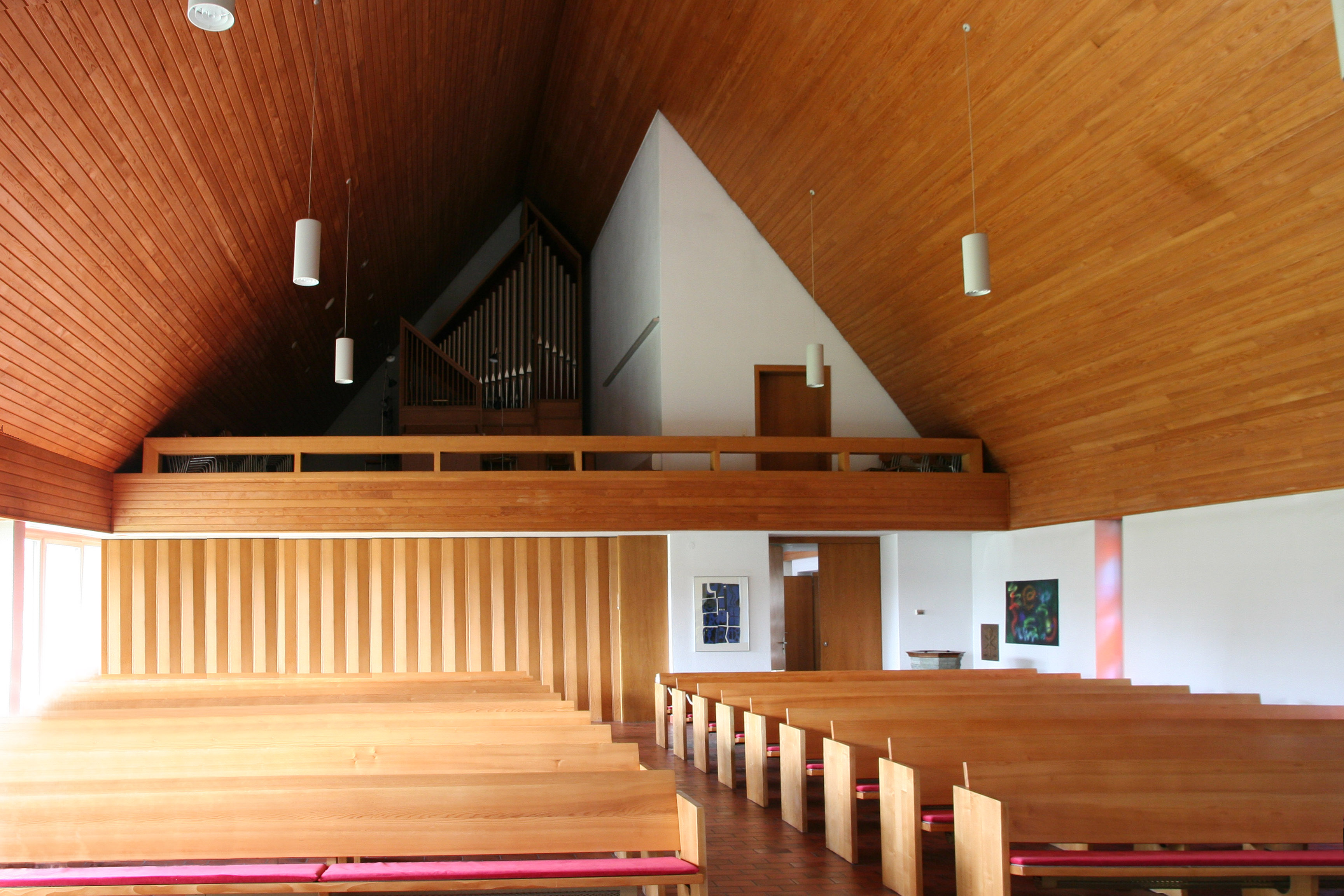
Blick zur Orgelempore
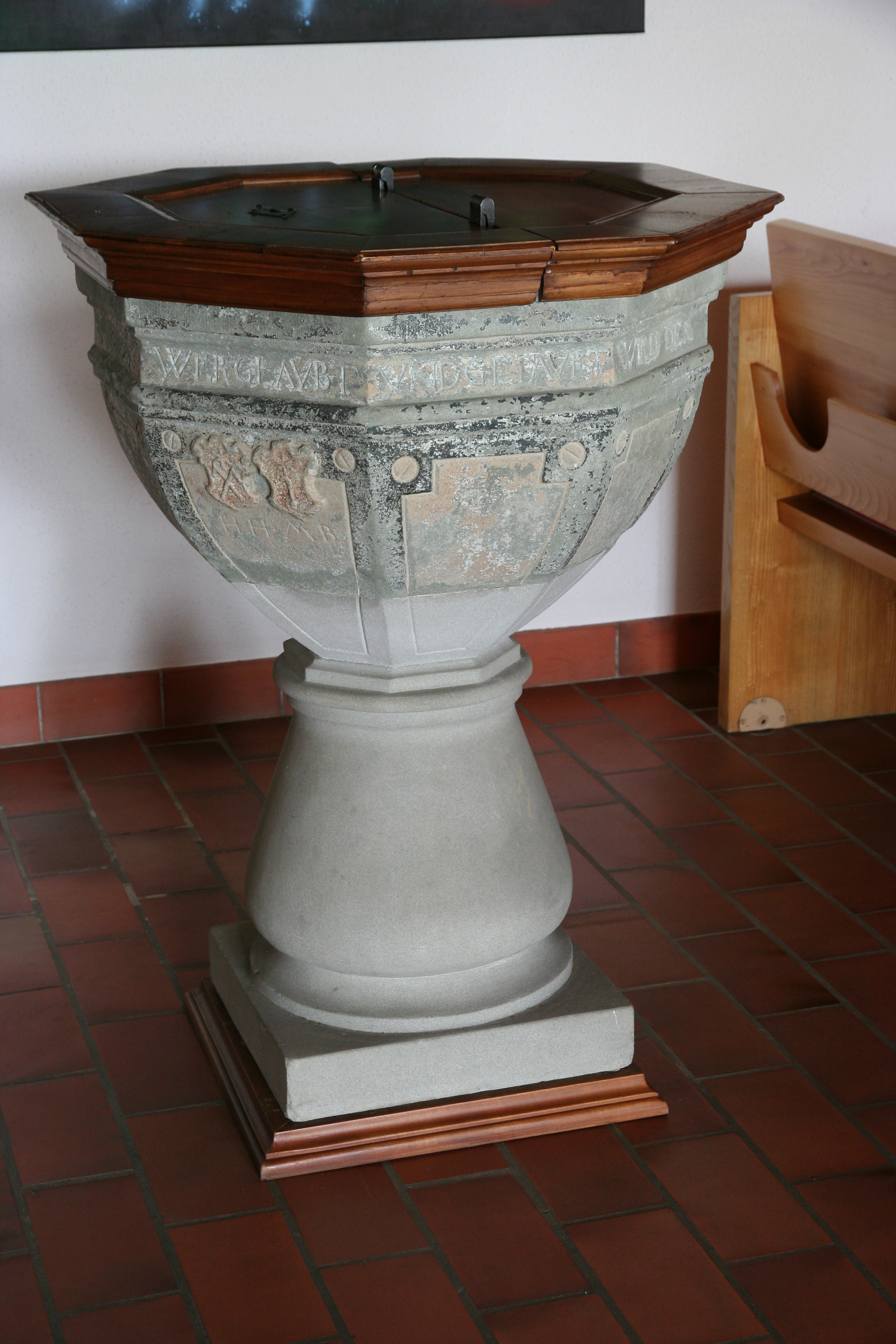
Taufstein von 1661
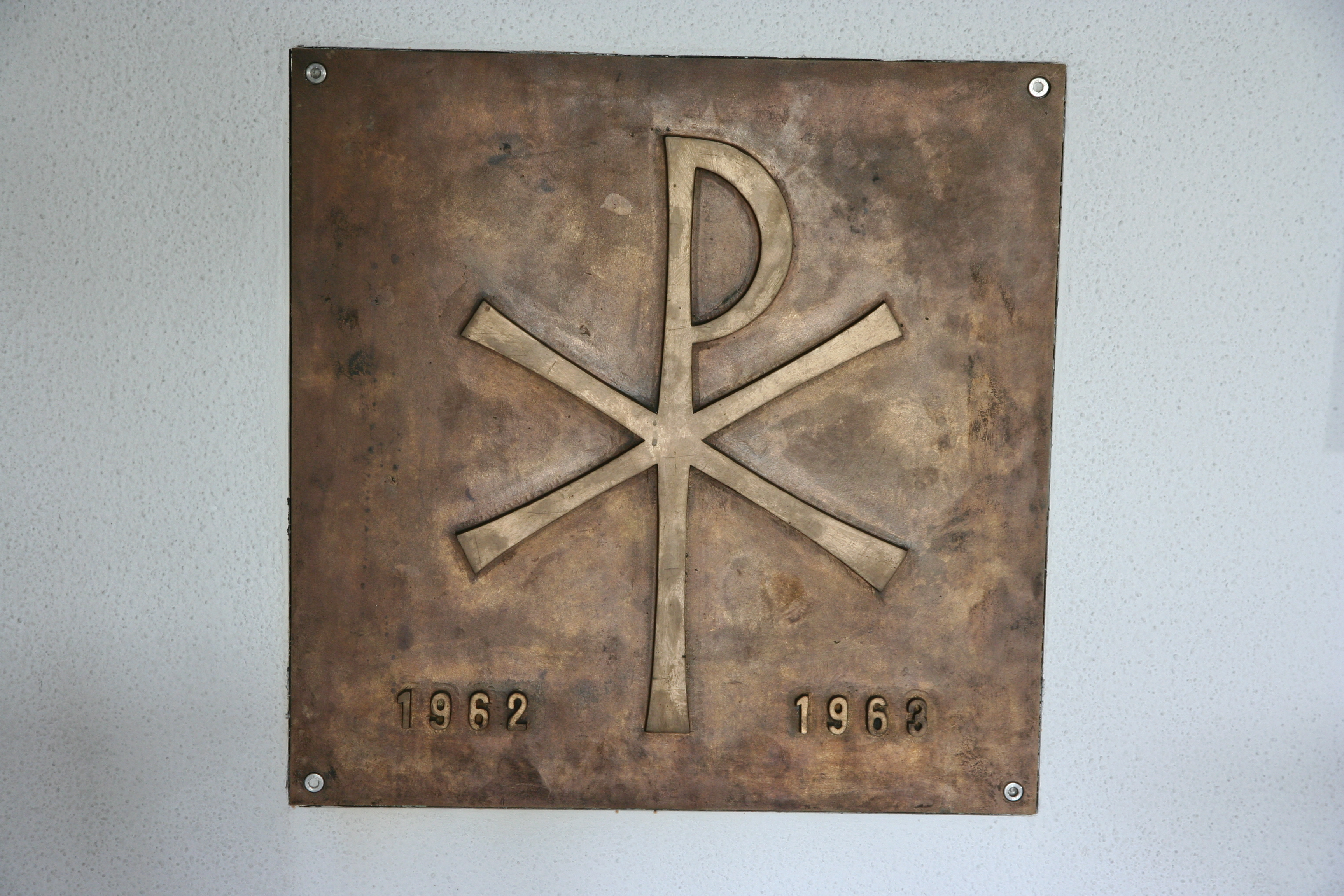
Grundstein